# Motorway 7 (Thailand)

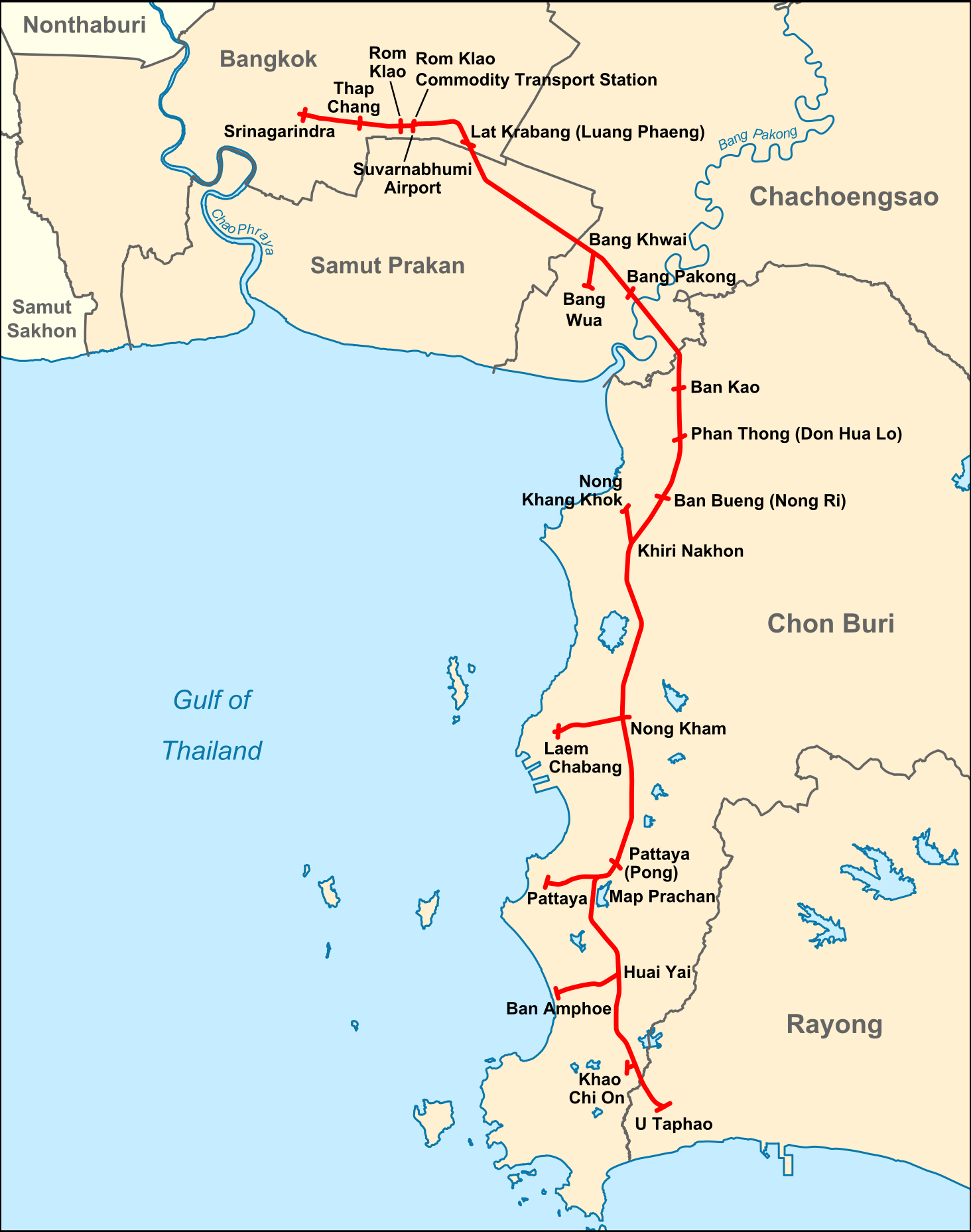

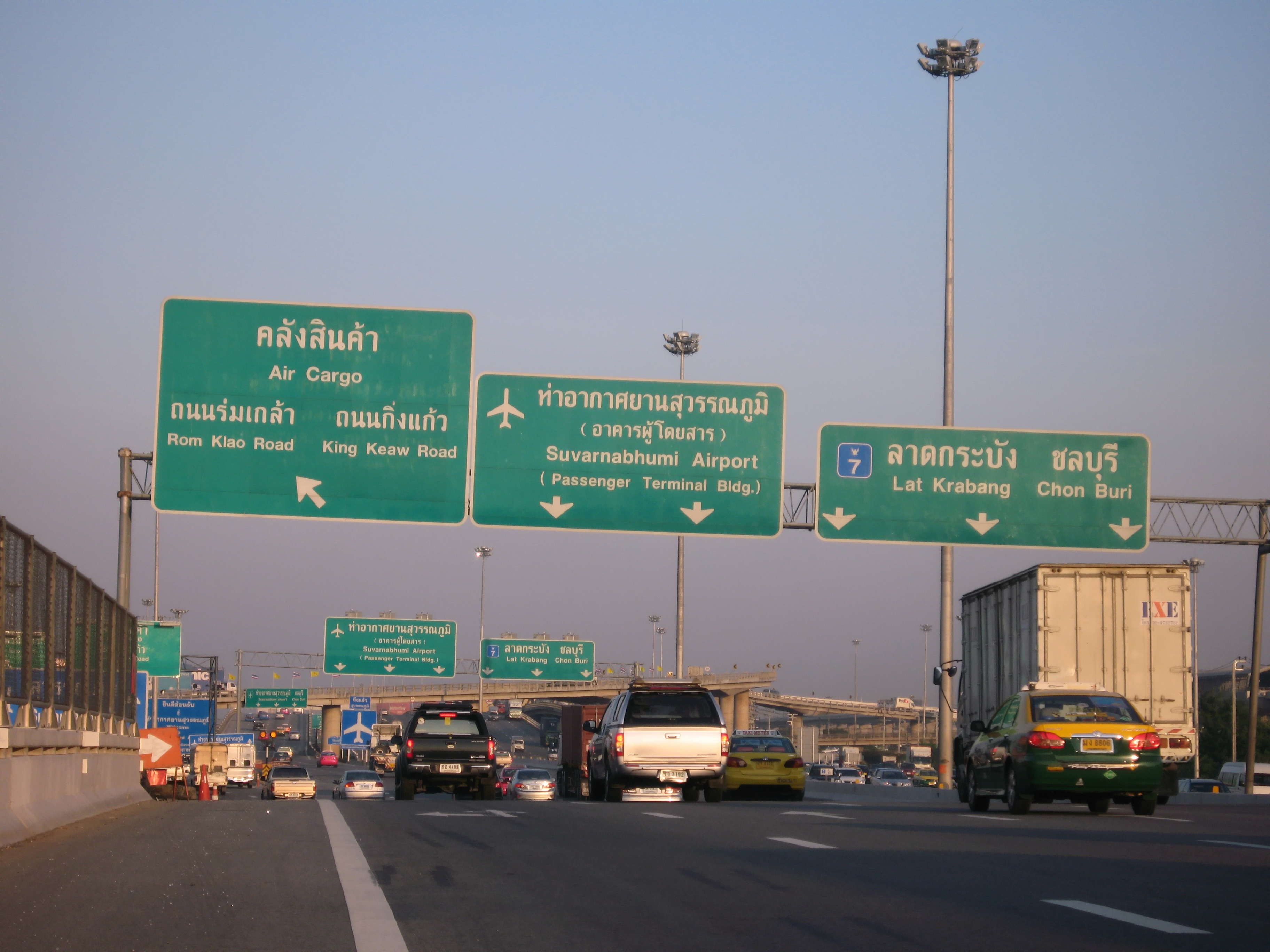

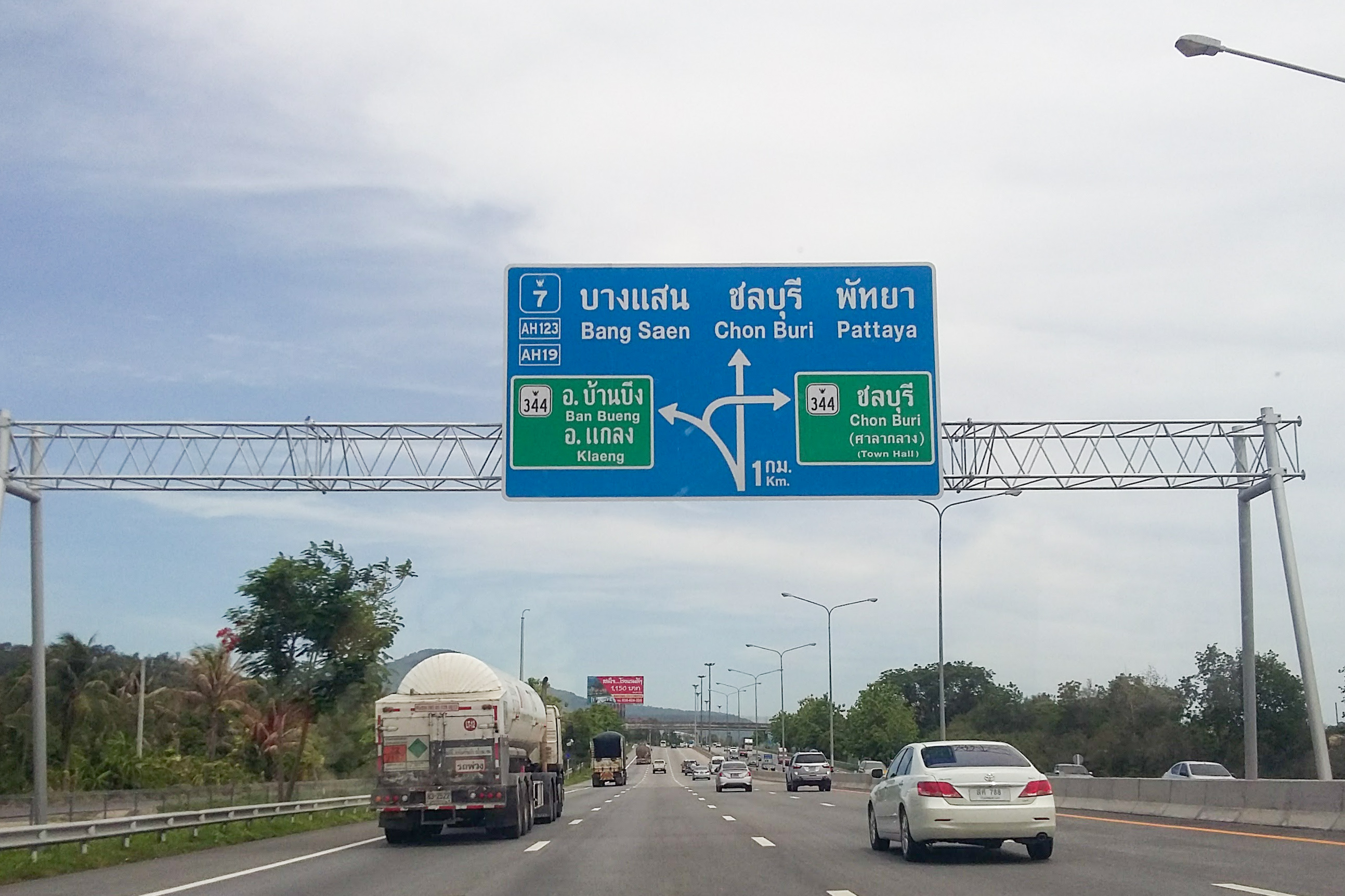

De Motorway 7 (Thai: ทางหลวงพิเศษหมายเลข 7) of Bangkok−Ban Chang Motorway (Thai: ทางหลวงพิเศษกรุงเทพมหานคร−บ้านฉาง, Thangluang Phiset Krung Thep Maha Nakhon−Ban Chang) is een autosnelweg in Thailand. De snelweg verbindt Bangkok met Map Ta Phut en is 149,3 kilometer lang. 
Chaloem Maha Nakhon Expressway ·
Si Rat Expressway ·
Prachim Ratthaya Expressway ·
Don Mueang Tollway ·
Chalong Rat Expressway ·
Burapa Withi Expressway ·
Udon Ratthaya Expressway ·
S1 ·
Motorway 6 ·
Motorway 7 ·
Bangkok Outer Ring Road / Kanchanaphisek Road / Motorway 9